# Estação de Malahide
A estação de Malahide é uma estação férrea que serve a cidade de Malahide, na Irlanda. A estação foi inaugurada em 25 de maio de 1844, sendo construída pelo arquiteto George Papworth.
Ela é o terminal norte do sistema DART, e a linha eletrificada termina aqui.